# 安德魯·特林布爾
安德魯·特林布爾（英語：Andrew Trimble；1984年10月20日—）是一位愛爾蘭橄欖球運動員。他是愛爾蘭國家橄欖球隊的一員，代表愛爾蘭參加了2014年橄欖球六國杯的賽事。